# Atletica leggera ai Giochi della XIX Olimpiade
Ai Giochi della XIX Olimpiade di Città del Messico nel 1968 vennero assegnati 36 titoli in gare di atletica leggera, di cui 24 maschili e 12 femminili
- Durata del programma: dal 13 al 20 ottobre
- Nazioni partecipanti: 92[1]
- Numero di atleti iscritti: 1029, di cui 786 uomini e 243 donne[1]
- Sede delle gare: Stadio olimpico universitario di Città del Messico. Per la prima volta i Giochi olimpici si disputano in una località ad elevata altitudine: Città del Messico, infatti, è posta a ben 2.248 metri sul livello del mare.
- Per la prima volta viene utilizzata una pista in tartan, una superficie sintetica, molto elastica e resistente, che restituisce la potenza che gli atleti scaricano a terra ed è in grado di tenere bene la pioggia. Con i giochi di Città del Messico le piste di atletica si colorano di rosso, assumendo una tonalità che le contraddistingue ancora oggi.
- In questa edizione dei Giochi vengono istituiti i primi controlli antidoping.
- Nell’atletica maschile: 9 nuovi record mondiali, 9 nuovi record olimpici
- Nell’atletica femminile: 5 nuovi record mondiali, 4 nuovi record olimpici

## Partecipazione
La Germania presenta per la prima volta due squadre ai Giochi: l'esperimento unitario, anche se fondato su nobili motivazioni, non ha retto alla prova dei fatti. Dal 1968 in poi la Repubblica Federale Tedesca (abbreviata anche con le sigle FRG, in lingua inglese, e BRD, in tedesco) e la Repubblica Democratica Tedesca (GDR in inglese, DDR in tedesco) parteciperanno con le rispettive nazionali.
A Città del Messico viene battuto nuovamente il record di partecipazione nell'atletica leggera: sono presenti 93 squadre nazionali.

Le squadre più numerose sono quelle dei seguenti Paesi:
- Stati Uniti (91)
- Unione Sovietica (70)
- Gran Bretagna (68)
- Germania Ovest (67)
- Germania Est (47)
- Francia (40)
- Polonia (31)
- Ungheria (31)
- Canada (28)
- Italia (26)
- Messico (26)

- Australia (24)
- Svizzera (22)
- Giappone (19)
- Svezia (18)
- Kenya (18)
- Cuba (18)
- Belgio (15)
- Giamaica (15)
- Nigeria (15)
- Cecoslovacchia (13)

- Austria (12)
- Paesi Bassi (12)
- Romania (11)
- Taipei cinese (11)
- Finlandia (10)
- Spagna (10)
- Bulgaria (9)
- Etiopia (9)
- Nuova Zelanda (9)
- Senegal (9)

Exploit del Kenya che, con soli 18 atleti, conquista otto medaglie, di cui 3 d'oro piazzandosi al secondo posto assoluto nel medagliere davanti all'URSS.

Il Brasile, con soli tre atleti conquista una medaglia d'argento. La Tunisia, sempre con tre atleti, fa ancora meglio: un oro e un bronzo.

Sono 10 le formazioni che partecipano per la prima volta:
 Belize
 Costa Rica
 El Salvador
 Honduras
 Isole Vergini Americane
 Kuwait
 Libia
 Nicaragua
 Rep. Centrafricana
 Sierra Leone

## Il punto tecnico
Ci si interroga su quali possano essere le conseguenze dell'altitudine sulle prestazioni. Cosa succederà agli atleti chiamati ad eseguire il massimo sforzo in condizioni di aria rarefatta? L'unica competizione internazionale mai disputata prima in altura sono stati i Giochi panamericani del 1955, proprio nella capitale messicana. Ma non sono stati eseguiti studi sugli effetti dell'altitudine sullo sforzo degli atleti.

### Velocità e salti
A Città del Messico, l'elevata altitudine ed il nuovo materiale sintetico di cui è fatta la pista, il tartan, favoriscono il conseguimento di prestazioni eccezionali: vengono battuti tutti i record mondiali nelle gare di corsa fino ai 400 metri e nei salti in estensione, con un primato del mondo nel salto in lungo maschile che ha dell'incredibile.
Oltre all'altitudine, si osserva un altro fenomeno nelle corse veloci: il netto predominio degli atleti neri (statunitensi, caraibici e africani). Il caso non è nuovo in sé, ma stupisce per le sue dimensioni: nelle gare maschili dai 100 ai 400 metri, piane e ad ostacoli, ben 10 delle 15 medaglie in palio sono appannaggio degli atleti di colore. Lo stesso si verifica in campo femminile, nei 100 metri e nella staffetta veloce. Fioriscono teorie su una presunta predisposizione dei neri alle gare di corsa esplosive, che però verranno ridimensionate già nel 1972 dalle vittorie olimpiche dell'ucraino Valeri Borzov.
Negli anni settanta sono stati calcolati i vantaggi che i velocisti hanno ricevuto dall'aria rarefatta di Città del Messico. Nei 100 metri si sono guadagnati 11 centesimi di secondo rispetto al livello del mare; nei 200 metri circa 20 centesimi; nei 400 metri circa 36 centesimi.
Analizziamo gara per gara: 
- Le performance sui 100 metri sono state nella norma: il vincitore della gara maschile, Jim Hines (9"9), aveva già corso nello stesso tempo a livello del mare pochi mesi prima ai campionati nazionali di Sacramento. Invece la versione "elettrica" del record (9"95) avrà lunga vita. Per vedere un altro atleta scendere di nuovo sotto i 10 secondi netti bisognerà aspettare nove anni (Silvio Leonard, 9"98 ancora a Città del Messico nel 1977). Il record verrà battuto nel 1983 da Calvin Smith con 9"93, manco a dirlo in altura. Il primo atleta ad andare sotto il record di Hines a livello del mare sarà Carl Lewis nel 1987 con 9"93.
- Il record di Tommie Smith sui 200 metri (19"8) è stato eguagliato tre anni dopo in altura dal giamaicano Donald Quarrie (19"8) e poi superato da Pietro Mennea nel 1979 (19"72). Ma anche il record di Mennea venne stabilito in altura, ancora nella capitale messicana. Il primo atleta che andrà sotto il tempo di Smith a livello del mare sarà ancora Carl Lewis nel 1983 con 19"75.
- Il 48"12 del britannico David Hemery sui 400 ostacoli, che demolisce il primato precedente di 48"8, verrà migliorato già alle successive Olimpiadi, disputate a Monaco di Baviera.

I record che hanno inciso più a lungo sulla storia delle rispettive specialità saranno invece il 43"86 di Lee Evans sui 400 metri, l'8,90 di Bob Beamon nel salto in lungo ed il 2'56"16 degli Stati Uniti nella staffetta 4x400. Il primo durerà 20 anni; il secondo 23 ed il terzo 24 anni.
- Il record di Evans sarà solo avvicinato negli anni settanta dal cubano Alberto Juantorena, con 44"26 (1976), nel 1984 da Alonzo Babers (44"27), prima di essere battuto da Harry Reynolds nel 1988 (43"29).
- La straordinaria prestazione di Beamon è andata talmente al di là di quelli che si ritenevano i limiti umani che solo per vedere un altro salto oltre gli 8,50 metri si dovrà attendere fino al 1979 (Larry Myricks, 8,52). Carl Lewis negli anni ottanta cercherà inutilmente di battere il record senza l'aiuto dell'altitudine (8,79 nel 1983); tale exploit sarà ottenuto invece dal connazionale Mike Powell (8,95) durante la memorabile finale di Tokyo ai Mondiali del 1991.
- Il record della staffetta 4x400 rimane a lungo imbattuto. Solo Stati Uniti e Kenya riescono a correre in meno di 3 minuti negli anni settanta, seguiti dalla Gran Bretagna nel 1984, senza però avvicinare il primato. Nel 1988 ai Giochi di Seul, quando il record compie 20 anni, viene clamorosamente eguagliato al centesimo ancora dagli americani: 2'56"16! Il record cade al successivo assalto USA, nel 1992 a Barcellona.

### Mezzofondo e fondo
Due soli paesi, Kenya ed Etiopia, sommando le gare in pista e la maratona, si aggiudicano la metà delle 18 medaglie in palio (7 i primi e 2 i secondi). Se il dato è da attribuire all'altitudine, ciò significa che gli atleti europei e nordamericani hanno accusato la carenza di ossigeno più del previsto. Alcuni hanno soggiornato prima dei Giochi in località di montagna: i francesi a Fort-Rameau, sui Pirenei, gli americani hanno tenuto le loro selezioni ai 1909 metri di Echo Summit, sul lago Tahoe, ma non si può dire che la scelta sia stata premiante. La maggior parte degli atleti europei e nordamericani - James Ryun, Ronald Clarke, Gaston Roelants, Jean Wadoux e Jürgen Haase - ha corso in tempi decisamente modesti.

## Medagliere
| Posizione | Paese            | Oro | Argento | Bronzo | Totale |
| --------- | ---------------- | --- | ------- | ------ | ------ |
| 1         | Stati Uniti      | 15  | 6       | 7      | 28     |
| 2         | Kenya            | 3   | 4       | 1      | 8      |
| 3         | Unione Sovietica | 3   | 2       | 8      | 13     |
| 4         | Australia        | 2   | 3       | 1      | 6      |
| 4         | Germania Est     | 2   | 3       | 1      | 6      |
| 6         | Romania          | 2   | 2       | 0      | 4      |
| 7         | Ungheria         | 2   | 1       | 4      | 7      |
| 8         | Germania Ovest   | 1   | 4       | 3      | 8      |
| 9         | Gran Bretagna    | 1   | 2       | 1      | 4      |
| 10        | Etiopia          | 1   | 1       | 0      | 2      |
| 10        | Francia          | 1   | 0       | 1      | 2      |
| 10        | Polonia          | 1   | 0       | 1      | 2      |
| 10        | Cecoslovacchia   | 1   | 0       | 1      | 2      |
| 10        | Tunisia          | 1   | 0       | 1      | 2      |
| 15        | Cuba             | 0   | 2       | 0      | 2      |
| 16        | Austria          | 0   | 1       | 1      | 2      |
| 17        | Brasile          | 0   | 1       | 0      | 1      |
| Finlandia | 0                | 1   | 0       | 1      |        |
| Giamaica  | 0                | 1   | 0       | 1      |        |
| Giappone  | 0                | 1   | 0       | 1      |        |
| Messico   | 0                | 1   | 0       | 1      |        |
| 22        | Italia           | 0   | 0       | 2      | 2      |
| 23        | Paesi Bassi      | 0   | 0       | 1      | 1      |
| 23        | Nuova Zelanda    | 0   | 0       | 1      | 1      |
| 23        | Taiwan           | 0   | 0       | 1      | 1      |
| Totale    | Totale           | 36  | 36      | 36     | 108    |

## Fonte
- Elio Trifari (a cura di): Olimpiadi. La storia dello sport da Atene a Los Angeles. Rizzoli, Milano, 1984. Vol. II.